# Bärschwil
Bärschwil é uma comuna da Suíça, situada no distrito de Thierstein, no cantão de Soleura. Tem 11,20 km² de área e sua população em 2018 foi estimada em 788 habitantes.